# 長津郡
長津郡（チャンジンぐん）は、朝鮮民主主義人民共和国咸鏡南道西北部に位置する郡。

## 地理
蓋馬高原に位置し、西側には狼林山脈がそびえる。郡の中心部にある長津湖は、南から北へ流れる長津江（鴨緑江の支流）を長津江ダムによって堰き止めたものである。

### 隣接行政区
- 北 － 慈江道狼林郡
- 東 － 赴戦郡・新興郡
- 南 － 栄光郡、平安南道大興郡
- 西 － 慈江道龍林郡

## 行政区画
1邑・3労働者区・16里を管轄する。
| - 長津邑（チャンジヌプ） - 万豊労働者区（マンプンノドンジャグ） - 陽地労働者区（ヤンジロドンジャグ） - 黄草労働者区（ファンチョロドンジャグ） - 葛田里（カルチョンニ） - ヌプ藪里（ヌプスリ） - 島内里（トネリ） - 龍虎里（リョンホリ） - 柳潭里（リュダムニ） - 林産里（リムサンニ） | - 袂物里（メムルリ） - 白岩里（ペガムニ） - 西木里（ソモンニ） - 束沙里（ソクサリ） - 新大里（シンデリ） - 新興里（シヌンニ） - 養苗里（ヤンミョリ） - 清凉里（チョンニャンニ） - 畜田里（チュクチョンニ） - 豊流里（プンニュリ） |

## 歴史
1667年に長津柵が設けられたのが、長津の地名の始まりである。
日本統治時代には咸鏡南道に属した。蓋馬高原一帯で電力資源の開発が行われるようになると、当時郡内に含まれていた赴戦江に赴戦江ダム（1926年着工・1930年に完成）が、長津江に長津江ダム（1935年着工、1937年完成）が建設された。1945年8月15日時点の長津郡は、7面148里から構成されていた。
朝鮮戦争中の1950年11月から12月にかけて、長津湖の周辺においてアメリカ軍と中国人民志願軍の間で激戦が行われたことで知られている（長津湖の戦い）。
1952年12月の行政区画改編により、旧郡域の一部が赴戦郡・狼林郡に分離され、長津面・中南面・西南面と上南面の一部からなる長津郡（1邑24里）が再編成された。2006年末現在、1邑16里3労働者区で構成される。

### 年表
この節の出典
- 1914年4月1日 - 郡面併合により、咸鏡南道長津郡の一部(東上面の一部)が新興郡に編入。長津郡に以下の面が成立。(7面)
  - 旧邑面・新南面・東下面・郡内面・上南面・中南面・北面
- 1923年 - 郡内面が長津面に改称。(7面)
- 1939年 - 旧邑面が西閑面に改称。(7面)
- 1945年 (7面)
  - 長津面が東門面に改称。
  - 新南面が長津面に改称。
- 1949年1月 - 東門面が慈江道江界郡に編入。(6面)
- 1952年12月 - 郡面里統廃合により、咸鏡南道長津郡長津面・中南面・西閑面および上南面の一部地域をもって、長津郡を設置。長津郡に以下の邑・里が成立。(1邑23里)
  - 長津邑・西木里・束沙里・白岩里・ヌプ藪里・袂物里・豊流里・解放里・中華里・畜田里・新大里・黄草里・新豊里・新興里・清凉里・養苗里・林産里・龍虎里・葛田里・中興里・雲水里・黄浦里・両徳里・島内里
- 1953年 (1邑1労働者区22里)
  - 両徳里・黄浦里の各一部が狼林郡文岳里に編入。
  - 葛田里の一部が狼林郡大興里に編入。
  - 解放里が解放労働者区に昇格。
- 1954年初 - 黄浦里が狼林郡に編入。(1邑1労働者区21里)
- 1954年10月 - 中興里・雲水里・両徳里が慈江道狼林郡に編入。(1邑1労働者区18里)
- 1961年3月 - 新豊里が黄草里に編入。(1邑1労働者区17里)
- 1967年10月 - 黄草里の一部が分立し、万豊労働者区が発足。(1邑2労働者区17里)
- 1972年11月 - 黄草里が黄草労働者区に昇格。(1邑3労働者区16里)
- 1977年3月 - 解放労働者区が陽地労働者区に改称。(1邑3労働者区16里)
- 1981年10月 - 中華里が柳潭里に改称。(1邑3労働者区16里)

## 交通
- 長津線
  - 黄草嶺駅 - 古土駅 - 富盛駅 - 上坪駅 - 長津駅 - 泗水駅